# Ruginello
Ruginello (Rusnell in dialetto brianzolo) è una località italiana frazione del comune di Vimercate. Già comune autonomo fino al 1929, conta 2.454 abitanti al 31 dicembre 2011.
La frazione è separata dal capoluogo dal torrente Molgora. È la parte più alta del comune di Vimercate, intorno ai 200 metri slm. Confina con i comuni di Bernareggio, Bellusco, Carnate e Sulbiate. L'edificio che era del comune è ora una casa privata con una torretta, sita all'angolo tra via Indipendenza e via Monte Rosa. La chiesa principale è dedicata ai Santi Giacomo e Cristoforo.

## Storia
Registrato agli atti del 1751 come un villaggio milanese di 193 abitanti saliti a 310 nel 1771, alla proclamazione del Regno d'Italia, nel 1805, Ruginello risultava avere 418 residenti. Nel 1809 un regio decreto di Napoleone determinò la soppressione dell'autonomia municipale per annessione a Bellusco e poi, due anni dopo, a Vimercate, ma il Comune di Ruginello fu poi ripristinato con il ritorno degli austriaci nel 1816. L'abitato crebbe poi discretamente, tanto che nel 1853 risultò essere popolato da 603 anime, salite a 739 nel 1871. L'inizio del XX secolo e l'industrializzazione della zona portarono beneficio al paese, che fece registrare 918 abitanti nel 1901 e 1074 nel 1921. In era fascista l'espansione edilizia aveva però ormai messi in contatto fisico l'abitato ruginellese con quello di Vimercate, tanto che nel 1929 il governo decise l'annessione alla vicina cittadina.

## Monumenti e luoghi d'interesse

### Oratorio di San Giuseppe, Oldaniga
Attorno alla cappella di San Giacomo e San Cristoforo si costituì il villaggio di Oldaniga, con le sue case a corte integrate con la campagna. Citata per la prima volta nel XIII secolo, la piccola chiesa fu ingrandita nel Settecento, quando venne anche costruito il campanile. La chiesa di San Giacomo e San Cristoforo era la residenza del parroco, che estendeva la sua giurisdizione su Ruginello.
Nel 1920 la chiesa, non più utilizzata dai fedeli dopo la costruzione dell'attuale chiesa parrocchiale, fu sconsacrata e venduta ai proprietari della villa confinante, che sarebbe poi diventata sede della Casa Famiglia San Giuseppe; nel 1935, però, la chiesa fu restaurata e riaperta al culto.
Il campanile settecentesco, che sporge sulla via che sale verso la chiesa, venne restaurato negli ultimi anni dell'Ottocento quando venne realizzata sulla sommità la cupoletta di gusto barocco.

### Oratorio dell'Addolorata
Posto al centro dell'antico nucleo abitato di Ruginello, l'Oratorio dell'Addolorata si affaccia sulla strada che conduce al cimitero, un poco arretrato rispetto alle case che lo circondano. Edificato nel Settecento, svolse il ruolo che in precedenza era della chiesa di Santa Maria Assunta presso il cimitero, da quel momento destinata a oratorio dei morti. L'edificio, in stile barocco, presenta un'elegante facciata scandita in due ordini da una cornice marcapiano con un'andatura mistilinea, che segnala il portale d'ingresso; l'apparato decorativo della facciata è completato dalle doppie lesene corinzie che reggono il timpano circolare. L'interno si presenta con una navata unica coperta da volta a botte e presbiterio quadrato con angoli smussati; è presente un solo altare in marmo. Il piccolo e semplice campanile spunta dai tetti sopra la facciata occidentale.

### Parrocchiale dei Santi Giacomo e Cristoforo
La costruzione della chiesa divenne un elemento unificante della comunità di Ruginello-Oldaniga: non trovando un accordo su quale dovesse essere la chiesa parrocchiale tra quelle presenti nei due abitati, agli inizi del Novecento si decise di edificare una nuova chiesa parrocchiale, esattamente a metà strada tra la chiesa di Oldaniga e quella di Ruginello.
Nel 1909 sulla collinetta in mezzo alla campagna ebbero inizio i lavori di costruzione, su progetto dell'architetto Giovanni Barboglio e condotti dal capomastro Romualdo Caversasio; il cantiere terminò dieci anni più tardi, lasciando però incompiuti, per mancanza di fondi, il campanile e la canonica.
Solo al termine della prima guerra mondiale si trovarono le risorse per completare i lavori: la costruzione del campanile, alto 50 metri come da progetto originario, venne conclusa nel 1930; per le nuove campane bisognò attendere il 1939.

## Galleria d'immagini

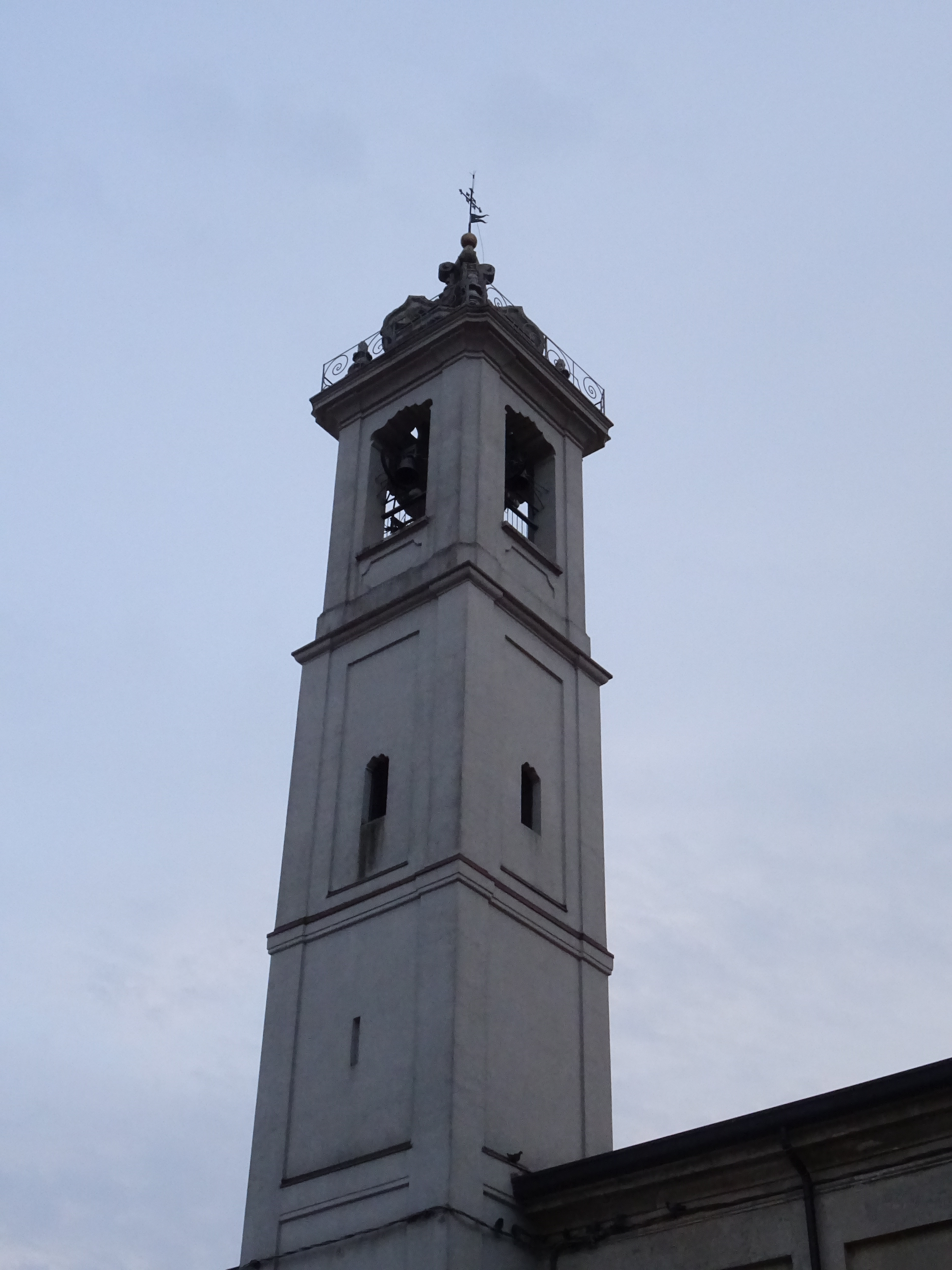
Campanile della Cappella di San Giacomo e San Cristoforo (sec. XIII)
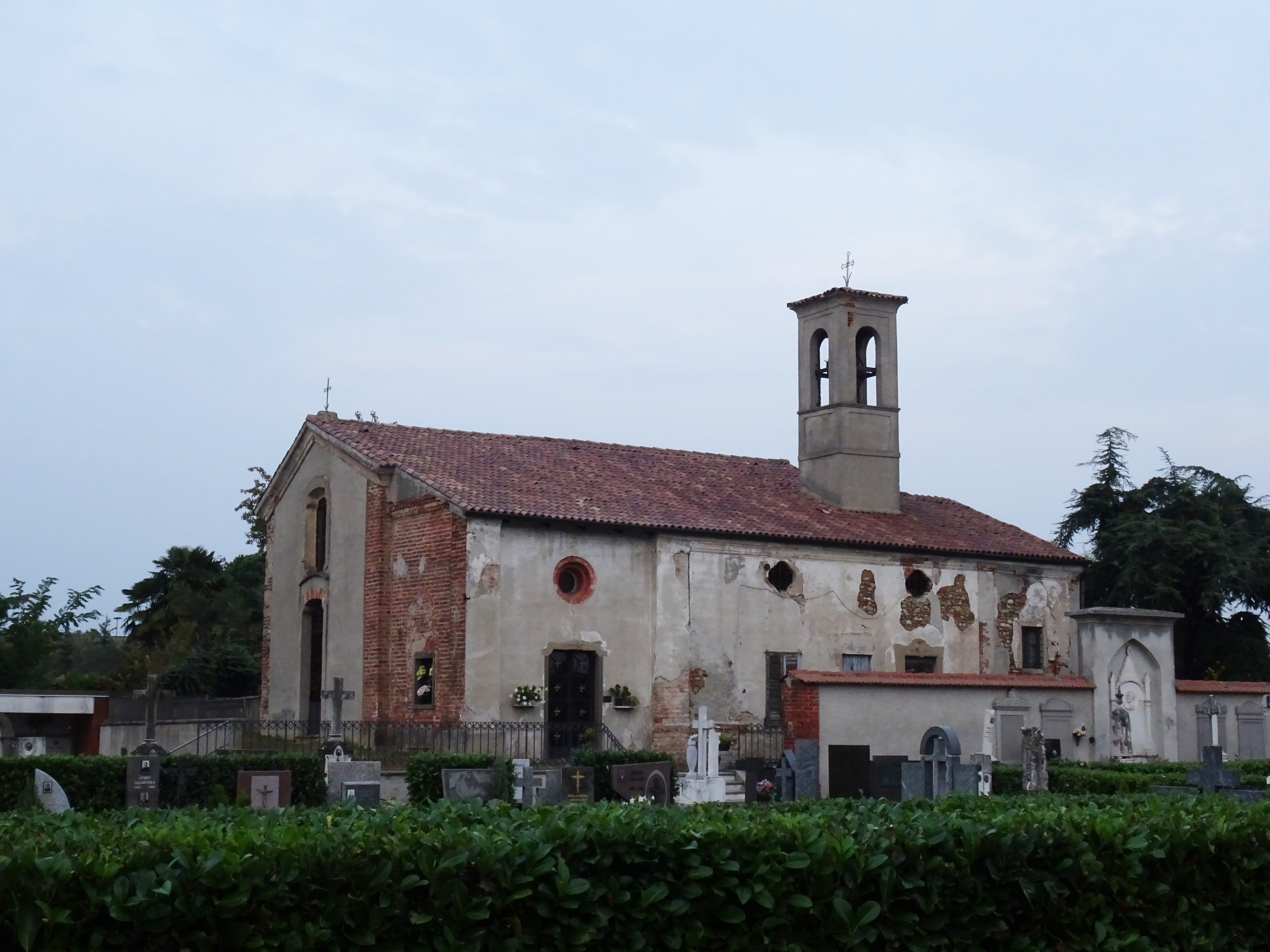
Chiesa di Santa Maria Assunta (sec. XIII-XVII)
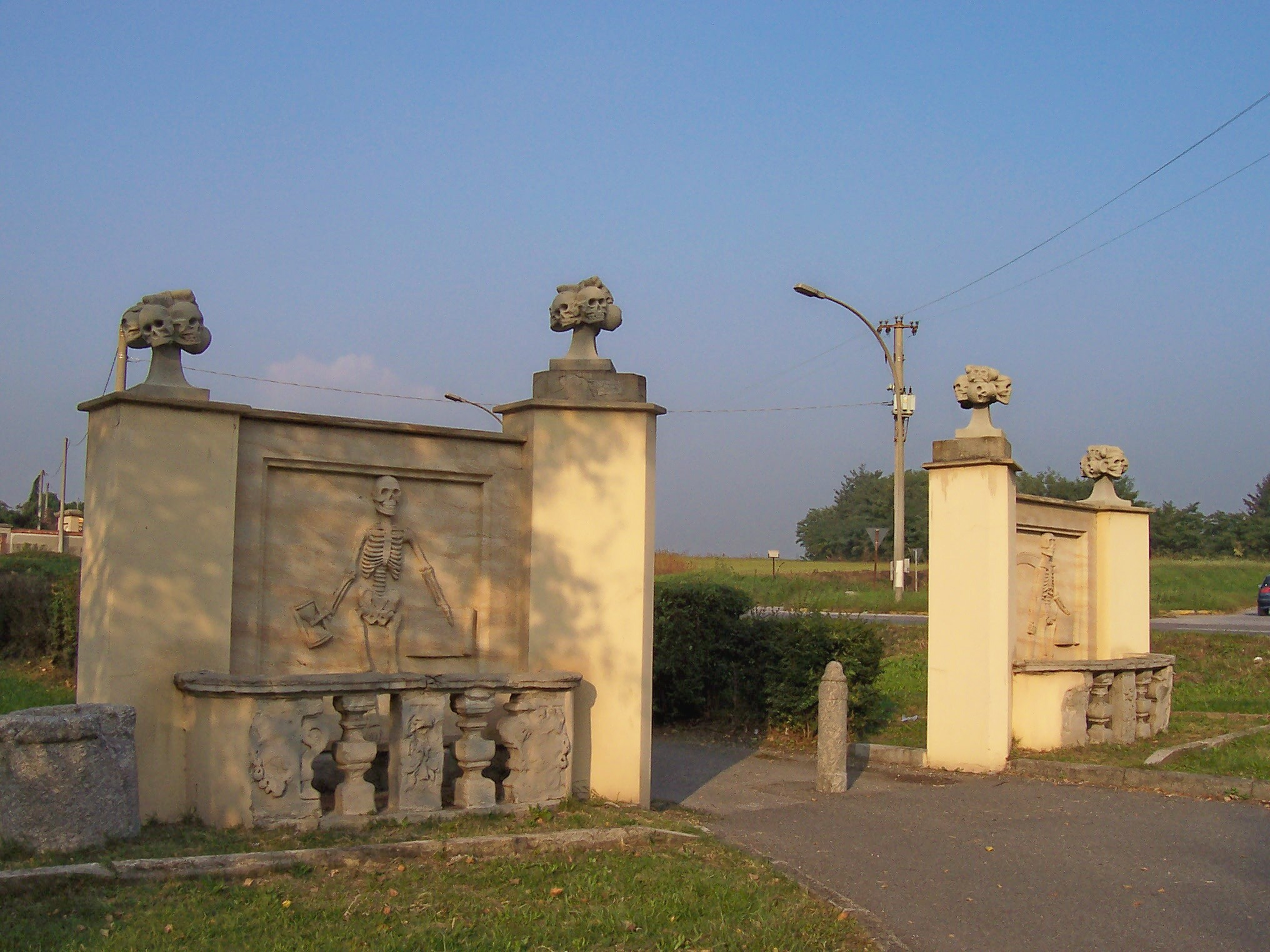
Morte di Ruginello: pannelli in pietra con bassorilievi delimitati da quattro pilastri con sulla sommità dei teschi (sec. XVIII)
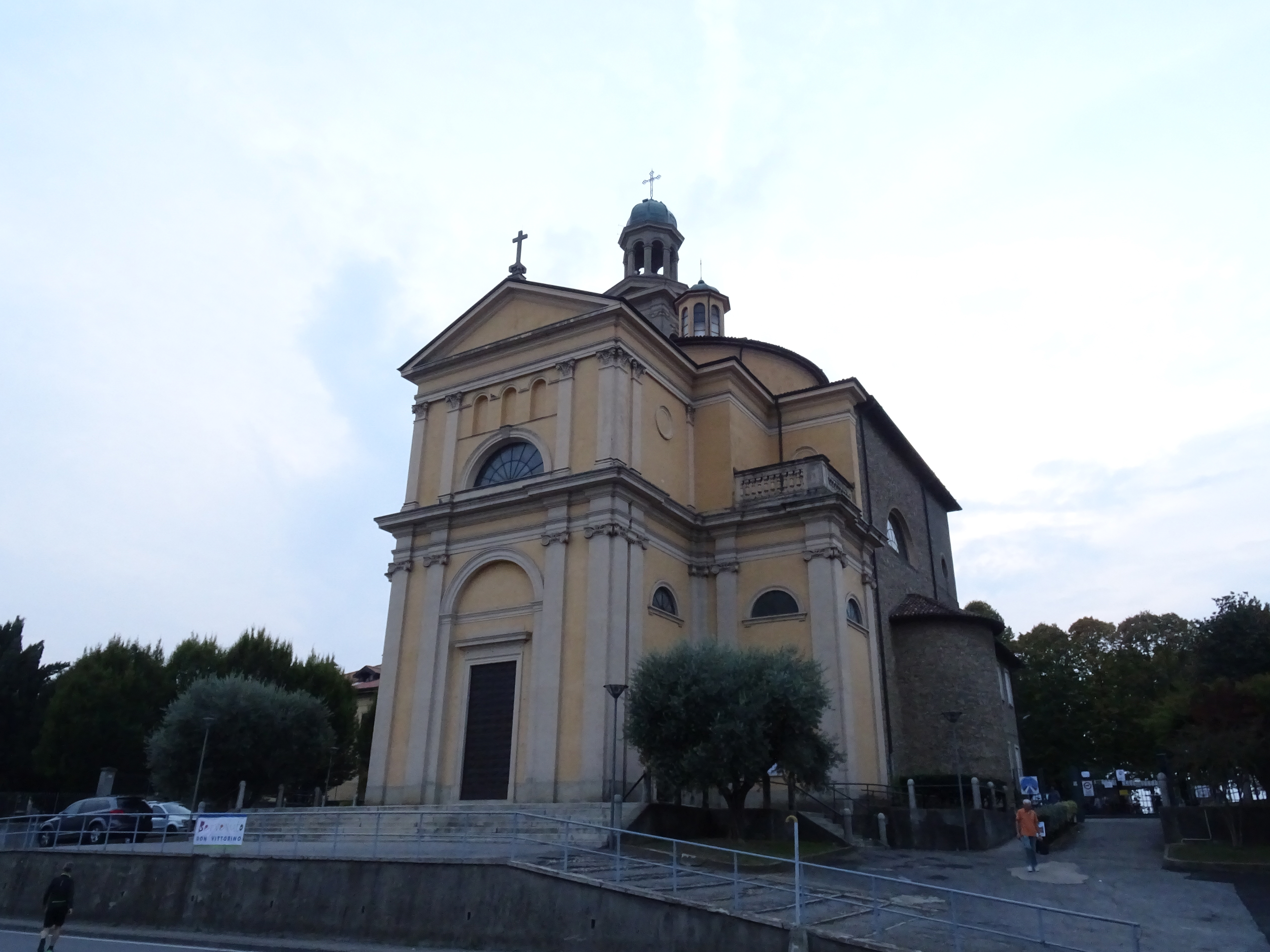
Chiesa dei Santi Giacomo e Cristoforo (sec. XX)